# Alana Parnaby
Alana Parnaby (* 15. September 1994 in Tamworth, New South Wales) ist eine australische Tennisspielerin.

## Karriere
Parnaby begann mit zehn Jahren das Tennisspielen und bevorzugt Sandplätze. Sie spielte bislang hauptsächlich auf der ITF Women’s World Tennis Tour, wo sie bisher acht Titel im Doppel gewinnen konnte.
Sie arbeitet als Trainerin in der Muscillo tennis academy.

## Turniersiege

### Doppel
| Nr. | Datum             | Turnier         | Kategorie   | Belag     | Partnerin          | Finalgegnerinnen                                 | Ergebnis          |
| --- | ----------------- | --------------- | ----------- | --------- | ------------------ | ------------------------------------------------ | ----------------- |
| 1.  | 23. Juli 2016     | Hongkong        | ITF $10.000 | Hartplatz | Nagi Hanatani      | Gai Ao Zhang Ying                                | 6:4, 4:6, [13:11] |
| 2.  | 10. März 2019     | Mildura         | ITF $25.000 | Rasen     | Alicia Smith       | Olivia Rogowska Storm Sanders                    | 3:6, 6:3, [10:8]  |
| 3.  | 7. Mai 2022       | Nottingham      | ITF W25     | Hartplatz | Mana Ayukawa       | Eudice Chong Wong Hong-yi                        | 7:5, 6:4          |
| 4.  | 19. November 2022 | Traralgon       | ITF W25     | Hartplatz | Naiktha Bains      | Haruna Arakawa Natsuho Arakawa                   | 7:64, 6:2         |
| 5.  | 22. Juli 2023     | Darmstadt       | ITF W25     | Sand      | Michaela Bayerlová | Arina Gabriela Vasilescu Anastassija Solotarjowa | 7:5, 6:4          |
| 6.  | 8. Juni 2024      | Montemor-o-Novo | ITF W50     | Hartplatz | Elena Micic        | Eudice Chong Lucrezia Musetti                    | 7:66, 6:4         |
| 7.  | 5. Oktober 2024   | Cairns          | ITF W35     | Hartplatz | Petra Hule         | Mia Horvit Tenika McGiffin                       | 6:2, 6:2          |
| 8.  | 12. Oktober 2024  | Cairns          | ITF W35     | Hartplatz | Petra Hule         | Destanee Aiava Alexandra Bozovic                 | 3:6, 6:2, [10:2]  |